# Rüdiger Detsch
Rüdiger Detsch (* 14. Februar 1964 in Kronach) ist ein deutscher Ministerialbeamter. Er ist seit 2018 Ministerialdirektor im Bayerischen Staatsministerium für Umwelt und Verbraucherschutz.

## Leben

### Ausbildung
Detsch studierte von 1985 bis 1990 Forstwissenschaften an der Ludwig-Maximilians-Universität München und erreichte den Abschluss Diplom-Forstwirt. Anschließend trat er in die Forstverwaltung des Freistaates Bayern ein und war von 1990 bis 2001 wissenschaftlicher Mitarbeiter an der Forstwissenschaftlichen Fakultät der Technischen Universität München, wo er 1999 zum Dr. promoviert wurde.

### Laufbahn
Detsch war von 2001 bis 2004 im Bereich Forsten, Forstpolitik und Waldbewirtschaftung sowie als Mitglied der Projektgruppe Forstreform 2004 im Bayerischen Staatsministerium für Landwirtschaft und Forsten tätig. Im Jahr 2002 nahm er an einem sechsmonatigen Austauschprogramm für angehende Führungskräfte der Bayerischen Staatsregierung teil und ging einer damit verbundenen Abordnung an das Bayerische Staatsministerium für Umwelt, Gesundheit und Verbraucherschutz nach. 
In den Jahren 2004 und 2005 absolvierte er zudem einen Lehrgang für Verwaltungsführung, woran sich von 2005 bis 2006 eine Tätigkeit in der Bayerischen Staatskanzlei als Referent für Angelegenheiten des Bayerischen Staatsministeriums für Landwirtschaft und Forsten anschloss. In der Bayerischen Staatskanzlei war er außerdem von 2006 bis 2015 Landtagsbeauftragter der Bayerischen Staatskanzlei und stellvertretender Büroleiter des Chefs der Staatskanzlei und im Anschluss von 2015 bis 2018 Leiter des Büros des Bayerischen Ministerpräsidenten Horst Seehofer (CSU).
Am 10. April 2018 wurde er unter Staatsminister Marcel Huber (CSU) zum Ministerialdirektor im Bayerischen Staatsministerium für Umwelt und Verbraucherschutz ernannt.